# Elleanthus weberbauerianus
Elleanthus weberbauerianus är en orkidéart som beskrevs av Friedrich Fritz Wilhelm Ludwig Kraenzlin. Elleanthus weberbauerianus ingår i släktet Elleanthus och familjen orkidéer. Inga underarter finns listade i Catalogue of Life.